# Euprosopia lenticula
Euprosopia lenticula är en tvåvingeart som beskrevs av Mcalpine 1973. Euprosopia lenticula ingår i släktet Euprosopia och familjen bredmunsflugor. Inga underarter finns listade i Catalogue of Life.